# عفوي (مسلسل)
عفوي (بالإنجليزية: Casual) مُسلسل دراما - كوميديا أمريكي. بدأ عرضه في 7 أكتوبر، 2015، على هولو. من إعداد زاندر ليمان وإخراج جيسون ريتمان، تتمحور قصة المسلسل حول فاليري (ميكايلا واتكنز)، مطلقة وأم عزباء، تعيش مع أخاها أليكس (توم ديوي)، مع إبنتها لورا (تارا لين بار).
في 21 أكتوبر، 2015، أعلن عن تجديد المُسلسل لموسم ثاني، بدأ عرضه في 7 يونيو، 2016. في 23 يونيو، 2016، جدد هولو المسلسل لموسم ثالث من ثلاثة عشر حلقة، سيعرض في 2017.

## الممثلين والشخصيات

### شخصيات رئيسية
- ميكايلا واتكنز بدور فاليري، طبيبة نفسانية، مطلقة تركها زوجها مع امرأة أصغر منها
- توم ديوي بدور أليكس، أخ فاليري الأصغر
- تارا لين بار بدور لورا، ابنة فاليري المراهقة
- نايشا هاتيندي بدور ليون
- فرانسيس كونروي بدور دون، والدة فاليري وأليكس

### شخصيات ثانوية
- فريد ميلاميد بدور تشارلز
- إيفان كروكس بدور اميل
- جولي بيرمان بدور ليا
- باتريك هيوسينغر بدور مايكل
- زاك اورث بدور درو
- اليزا كوبيه بدور إيمي
- كيتي أسيلتون بدور جينيفر
- ديلان غيلولا بدو أوبري
- بريت لور بدور سارة فين

## الحلقات

### نظرة عامة
| الموسم | الحلقات | الحلقات | الأصلي        | الأصلي        |
| الموسم | الحلقات | الحلقات | الأول         | الأخير        |
| ------ | ------- | ------- | ------------- | ------------- |
| 1      | 10      | 10      | 7 أكتوبر 2015 | 2 ديسمبر 2015 |
| 2      | 13      | 13      | 7 يونيو 2016  | 23 أغسطس 2016 |

### الموسم الأول (2015)
| تسلسل | عنوان الحلقة "بالإنجليزية" | إخراج        | كتابة                    | تاريخ العرض    |
| ----- | -------------------------- | ------------ | ------------------------ | -------------- |
| 1     | «Pilot»                    | جيسون ريتمان | زاندر ليمان              | 7 أكتوبر 2015  |
| 2     | «Friends»                  | جيسون ريتمان | زاندر ليمان              | 7 أكتوبر 2015  |
| 3     | «Animals»                  | ماكس وينكلر  | زاندر ليمان              | 14 أكتوبر 2015 |
| 4     | «...»                      | ماكس وينكلر  | زاندر ليمان              | 21 أكتوبر 2015 |
| 5     | «Mom»                      | مايكل ويفر   | شيلا كالاغان             | 28 أكتوبر 2015 |
| 6     | «Biden»                    | مايكل ويفر   | ليز تايغلار              | 4 نوفمبر 2015  |
| 7     | «Home»                     | تريشيا بروك  | هاريس دانو               | 11 نوفمبر 2015 |
| 8     | «Bottles»                  | تريشيا بروك  | زاندر ليمان & هاريس دانو | 18 نوفمبر 2015 |
| 9     | «Mars»                     | فريد سافيج   | هالستد سوليفان           | 25 نوفمبر 2015 |
| 10    | «Dave»                     | فريد سافيج   | زاندر ليمان              | 2 ديسمبر 2015  |

## وصلات خارجية
- الموقع الرسمي
- عفوي على موقع IMDb (الإنجليزية)
- عفوي على موقع ميتاكريتيك (الإنجليزية)
- عفوي على موقع روتن توميتوز (الإنجليزية)
- عفوي على موقع كينوبويسك (الروسية)
- عفوي على موقع ألو سيني (الفرنسية)
- عفوي على موقع قاعدة بيانات الفيلم (الإنجليزية)